# Vịt cát Brasil
Vịt cát Brasil (danh pháp khoa học: Mergus octosetaceus) là một loài chim trong họ Vịt.